# 蔡其昌
蔡其昌（1969年4月16日—），中華民國政治人物，民主進步黨籍，新潮流系成員，出生於臺中市清水區，現任立法委員、中華職棒會長、國立中興大學校友總會理事長，曾任立法院副院長、臺中縣政府民政局局長、靜宜大學中文系講師，並獲選為東海大學第17屆傑出校友。

## 生平
蔡其昌出生於臺中市清水區，父親在清水經營一間小工廠。作家詹冰為其外祖父。
學生時期開始參與社會運動，曾參與野百合學運。1997年，廖永來當選臺中縣縣長，參與助選的蔡其昌成為台中縣民政局長，從此踏入仕途。

### 立法委員
2004年，蔡其昌當選第六屆立法委員。2008年，第七屆立法委員選舉實施單一選區制，蔡其昌參選台中縣第一選區（大甲、大安、外埔、清水、梧棲）立委選舉連任失敗，敗選後蔡其昌擔任民主進步黨發言人。之後捲土重來在台中市第一選區參選立委選舉，2012年再度當選為第八屆立法委員。
2016年2月1日，立法院舉行立法院正副院長選舉，蔡其昌擊敗國民黨立法院黨團推舉的曾銘宗以及親民黨立法院黨團推舉的無黨團結聯盟立委高金素梅，當選為第九屆立法院副院長，亦是中華民國史上第二位非中國國民黨籍的立法院副院長。
蔡其昌在立委任內曾任立法院交通委員會召集委員，推動臺中清泉崗機場升級，並協助觀光產業解決問題，包括簡便中國大陸遊客入台申请手续、吸引东南亚觀光客的專案如何再擴大效果、解決東南亞語系導遊不足問題、清真認證等，並因為推動台灣泰國兩地觀光獲得泰国湄州大學頒贈觀光發展榮譽博士學位。
2020年2月1日，蔡其昌連任立法院副院長。
2021年，蔡其昌與台中地方的民進黨籍立法委員提出「2035年中火燃煤全部除役」主決議，在立法院會表決通過，除役兩部燃煤機組但不拆除，以立法院主決議來反制拆除燃煤發電廠，並表示保留機組是為了「因應國安挑戰」。
2024年，民進黨失去國會多數席次，蔡其昌卸任立法院副院長。

### 競選臺中市市長
2021年民主進步黨舉行全國黨代表大會，會中通過「2022年直轄市長暨縣市長提名特別條例」，決定2022年直轄市選戰人選由民主進步黨主席蔡英文徵召，經中央黨部執行委員會通過提名。當時有意的代表民主進步黨參選台中市長的人選包括蔡其昌、前任市長林佳龍、立法委員何欣純。2022年4月，民主進步黨徵召蔡其昌參選台中市長。
最終盧秀燕以79萬票連任市長，在台中市所有行政區的得票皆高於蔡其昌，而蔡其昌得票僅52萬，創下台中縣市合併以來民主進步黨最低得票，外界認為敗選主因是競選起步晚，且未整合其他派系及地方黨部資源，加上整體氛圍對執政黨不利而受到影響。

## 中華職棒
2020年12月，中華職棒五大球團共同邀請時任立法院副院長蔡其昌擔任會長。2021年1月19日，獲得中華職棒會員大會暨全體理監事會通過，蔡其昌當選為第十一屆會長。
蔡其昌上任後認為職棒球團經營困難，公益性大於實質收益，隨即啟動相關修法的作業，主張儘速通過《運動產業發展條例》第26條之2修法，增訂企業捐助運動產業的抵稅額度，提升企業擴大參與體育的誘因。2021年11月22日，蔡其昌與中華奧會主席林鴻道帶領多位體育界人士拜會立法院各黨團，呼籲儘速通過修法。2022年2月，蔡其昌正式宣布台灣鋼鐵集團將加入中華職棒成立第六隊，隊名為台鋼雄鷹。外界認為台鋼對球隊及澄清湖棒球場的投入，可能與民進黨新潮流系的派系運作有關。其任內亦曾發生新竹棒球場爭議。
2023年12月，中華職棒六大球團共同支持蔡其昌連任中華職棒會長。2024年3月6日，獲得中華職棒會員大會暨全體理監事會通過，蔡其昌當選為第十二屆會長。

## 爭議

### 愛爾達斷訊事件
2014年，愛爾達電視台取得世界盃足球賽的台灣區獨家代理權，將訊號授權給年代電視台，但註明「數位有線頻道除外」，年代提供訊號給凱擘大寬頻並以數位機上盒播送，違反合約內容，愛爾達電視台認為國際大型賽事節目的版權不容任何理由侵犯，已請國際足球總會介入，愛爾達向法院聲請緊急處份，要求凱擘停止在數位系統上播送，年代則認為這對其收視觀眾權益受損，向法院聲請假處分，要求愛爾達不得中斷訊號。
時任民主進步黨立法院黨團幹事長的蔡其昌表示，雙方間的爭議應該要尋求法律途徑解決，而不是犧牲廣大足球迷、收視用戶的權益，此發言被外界批評是為侵權的年代集團護航，因為等同是要求愛爾達電視台繼續向年代提供訊號。

### 胡景彬案
2012年，臺灣高等法院臺中分院法官胡景彬涉嫌收賄，分別以貪污治罪條例判刑16年及財產來源不明罪判刑4年6個月。蔡其昌在2017年以「立法院副院長」的頭銜發函法務部矯正署，內容提及「八德外役監獄受刑人胡景彬日前已提出假釋申請，懇請貴署協助關心」，遭到質疑是進行不當關說。蔡其昌辦公室表示是同仁未經詳查即協助轉文矯正署，造成觀感不佳，向社會致歉。蔡其昌則對此表示「我也不認識他」。

## 作品節選

### 著作
| 年分 | 書籍名稱                         | 出版社   | 國際標準書號      |
| ---- | -------------------------------- | -------- | ----------------- |
| 2019 | 後背包的初心：蔡其昌的人生解題法 | 天下文化 | ISBN9789864797707 |
| 2022 | 日日台中款：蔡其昌的故鄉再發現   | 天下文化 | ISBN9789865256616 |

## 選舉紀錄
| 年度 | 選舉屆數             | 選舉區           | 所屬政黨   | 得票數  | 得票率 | 當選標記 | 備註 |
| ---- | -------------------- | ---------------- | ---------- | ------- | ------ | -------- | ---- |
| 2004 | 第六屆立法委員選舉   | 臺中縣選舉區     | 民主進步黨 | 39,804  | 6.29%  |          |      |
| 2008 | 第七屆立法委員選舉   | 臺中縣第一選舉區 | 民主進步黨 | 51,624  | 46.40% |          |      |
| 2012 | 第八屆立法委員選舉   | 臺中市第一選舉區 | 民主進步黨 | 81,669  | 54.54% |          |      |
| 2016 | 第九屆立法委員選舉   | 臺中市第一選舉區 | 民主進步黨 | 84,355  | 60.13% |          |      |
| 2020 | 第十屆立法委員選舉   | 臺中市第一選舉區 | 民主進步黨 | 106,376 | 66.69% |          |      |
| 2022 | 第四屆臺中市市長選舉 | 臺中市           | 民主進步黨 | 524,224 | 38.93% |          |      |
| 2024 | 第十一屆立法委員選舉 | 臺中市第一選舉區 | 民主進步黨 | 79,884  | 49.63% |          |      |

## 外部連結
- 蔡其昌的Facebook專頁（繁體中文）
- 蔡其昌的Instagram帳戶（繁體中文）
- 蔡其昌YouTube頻道
- 蔡其昌的Threads帳號 （页面存档备份，存于）

| 中華民國政府職務   | 中華民國政府職務                                              | 中華民國政府職務 |
| ------------------ | ------------------------------------------------------------- | ---------------- |
| 立法院             |                                                               |                  |
| 前任： 洪秀柱      | 立法院副院長 第十五任(第九、十屆) 2016年2月1日－2024年1月31日 | 繼任： 江啟臣    |
| 體育角色           |                                                               |                  |
| 中華職業棒球大聯盟 |                                                               |                  |
| 前任： 吳志揚      | 中華職業棒球大聯盟會長 第十一、十二任 2021年1月19日－         | 現任             |